# Édouard Secretan

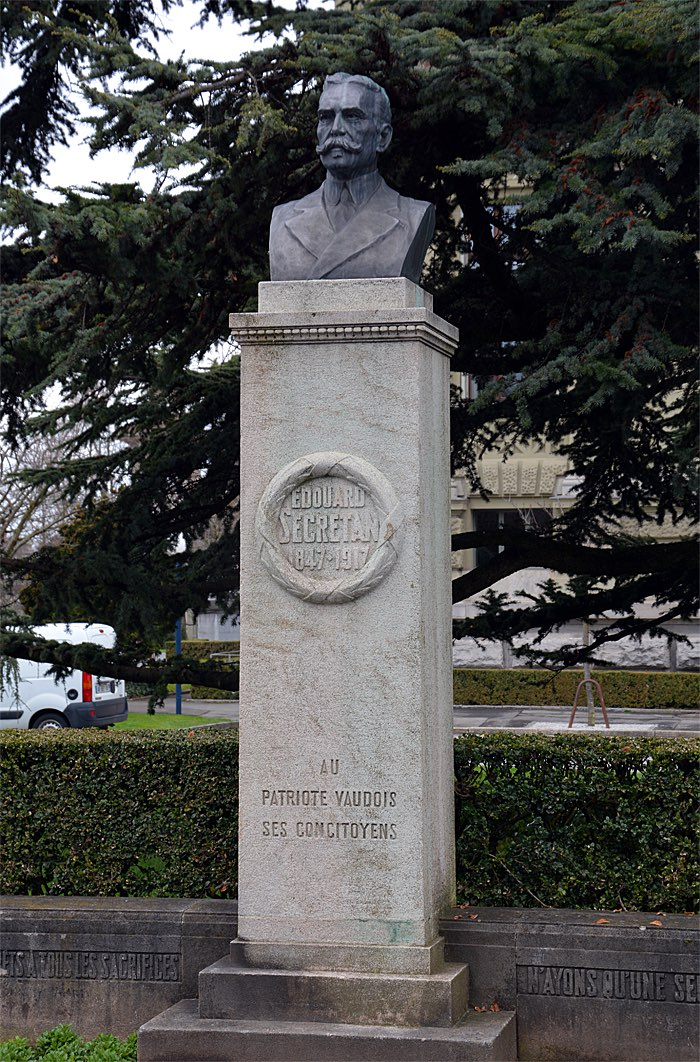
Borstbeeld van Édouard Secretan op de Esplanade de Montbenon in Lausanne.

Édouard-H. Secrétan (Den Haag, 4 september 1848 - Lausanne, 12 oktober 1917) was een Zwitsers advocaat, journalist en liberaal politicus uit het kanton Vaud.

## Biografie
Édouard Secretan werd in 1848 in Nederland geboren. Hij studeerde rechten in Lausanne, waar hij een licentiaat behaalde in 1870. In 1876 werd hij advocaat. Van 1871 tot 1874 was hij ook secretaris bij het Federaal Departement van Politieke Zaken in Bern. In dezelfde periode was Secretan daar ook als correspondent actief voor de krant Gazette de Lausanne, waarvan hij later nog hoofdredacteur was van 1874 tot 1917. Onder zijn leiding werd de krant een van de belangrijkste liberale stemmen in het politieke debat, die oppositie voerde tegen de radicalen. In 1900 was hij een van de mede-oprichters van de Zwitserse Persvereniging.
Secretan was ook politiek actief. Zo was hij van 1886 tot 1901 gemeenteraadslid (wetgevende macht) van Lausanne, zetelde hij van 1884 tot 1885 in de kantonnale constituante en was hij van 1893 tot 1901 lid van de Grote Raad van Vaud. Bij de federale parlementsverkiezingen van 1899 werd hij verkozen in de Nationale Raad, met herverkiezingen in 1902, in 1905, in 1908, in 1911 en in 1914. Daardoor zetelde hij in de Nationale Raad vanaf 4 december 1899 tot zijn dood op 12 oktober 1917. Hij pleitte er voor de invoering van de evenredige vertegenwoordiging, de nationalisatie van de Zwitserse spoorwegen en de Gotthardconventie.
In het Zwitserse leger was Secretan divisiekolonel van 1898 tot 1907.
- Base de données des élites suisses: 55815
- Bibliothèque nationale de France: cb144970499 (data)
- Gemeinsame Normdatei: 121534472
- Historisch woordenboek van Zwitserland: 004365
- International Standard Name Identifier: 0000 0001 1069 6089
- Library of Congress Control Number: nb2001064593
- Système universitaire de documentation: 063874547
- Zwitserse Bondsvergadering: 3241
- Virtual International Authority File: 69787449
- WorldCat: E39PBJkXC7x4r3GfprWdB9XPQq